# Браун (окръг, Индиана)
Вижте пояснителната страница за други значения на Браун.
Окръг Браун (на английски: Brown County) е окръг в щата Индиана, Съединени американски щати. Площта му е 821 km², а населението е 15 475 души (1 април 2020). Административен център е град Нашвил.